# Hoyt (Nouveau-Brunswick)
Pour les articles homonymes, voir Hoyt.
Hoyt est une communauté canadienne située dans le comté de Sunbury dans la province du Nouveau-Brunswick.

## Annexe